# Guldbaggegalan 1999
Den 34:e Guldbaggegalan, som belönade svenska filmer från 1998, sändes från Kungliga Operan, Stockholm den 8 februari 1999.

## Vinnare och nominerade
Vinnarna listas i fetstil.
| Bästa film | Bästa regi |
| --- | --- |
| - Fucking Åmål – Lars Jönsson - Liv till varje pris – Stefan Jarl - Veranda för en tenor – Anna Croneman                     | - Lukas Moodysson – Fucking Åmål - Solveig Nordlund – Comédia Infantil - Lisa Ohlin – Veranda för en tenor                                |
| Bästa manliga huvudroll | Bästa kvinnliga huvudroll |
| - Krister Henriksson – Veranda för en tenor - Johan H:son Kjellgren – Veranda för en tenor - Rolf Lassgård – Under solen     | - Alexandra Dahlström och Rebecka Liljeberg – Fucking Åmål - Lena Endre – Sanna ögonblick - Anna Wallander – Hela härligheten             |
| Bästa manliga biroll | Bästa kvinnliga biroll |
| - Thommy Berggren – Glasblåsarns barn - Ralph Carlsson – Fucking Åmål - Johan Widerberg – Under solen                        | - Ia Langhammer – Hela härligheten - Lena B. Eriksson – Veranda för en tenor - Lena Granhagen – Glasblåsarns barn                         |
| Bästa manuskript | Bästa foto |
| - Lukas Moodysson – Fucking Åmål - Anders Grönros – Glasblåsarns barn - Klas Östergren och Lisa Ohlin – Veranda för en tenor | - Philip Øgaard – Glasblåsarns barn - Mikael Kristersson – Falkens öga - Ian Wilson – Hela härligheten                                    |
| Bästa utländska film | Bästa kortfilm |
| - Festen – Thomas Vinterberg - Karaktären – Mike van Diem - Änglars drömliv – Erick Zonca                                    | - Aligermaas äventyr – Andra Lasmanis - Betraktaren – Martin Lima de Faria och Anette Skåhlberg - Bukarests diskreta charm – Karin Wegsjö |
| Kreativa insatser | Ingmar Bergman-priset |
| - Elisabeth Sörenson | - Cecilia Drott |